# Desoxyribonukleotidyltransferase
Die terminale Desoxyribonukleotidyltransferase (TdT) ist ein Enzym, welches Nukleotide an das 3'-terminale Ende der DNA hinzufügt. Dazu benötigt es als einzige DNA-Polymerase keinen Vorlagenstrang, sondern kann einzelsträngige DNA als Primer verwenden. Es ist maßgeblich an der Reifung von Stammzellen zu T-Lymphozyten oder B-Lymphozyten beteiligt.

## Verwendung
Das Enzym wird in der Zellbiologie bei der TUNEL-Methode verwendet. Die Eigenschaft, Nukleotide an das 3'-Ende anzubauen wird in der Molekularbiologie genutzt um DNAs, insbesondere Oligonukleotide in vitro zu markieren. Im Gegensatz zur Markierung des 5'-Endes mit Polynucleotidkinase sind auch nicht radioaktive Markierungen möglich. Die Erzeugung homopolymerer Enden kann auch zum Annealing und anschließender Ligation, sowie zur Generation einer Matrize für die PCR bei der RACE verwendet werden.